# Мейстер, Александр Рейнгольдович
Александр Рейнгольдович Мейстер (2 ноября 1857 — ?) — русский военачальник, генерал-лейтенант. Участник похода в Китай 1900—1901 годов, русско-японской войны 1904—1905 годов, Первой мировой войны.

## Биография
Образование получил в Полоцкой военной гимназии. В службу вступил 10.08.1873. Окончил 1-е военное Павловское училище. Выпущен Прапорщиком (04.08.1875) в 7-ю артиллерийскую бригаду. Ст. адъютант управления начальника артиллерии 5-го армейского корпуса (13.09.1876-15.12.1882). Подпоручик (21.10.1876). Поручик (26.12.1877). Штабс-капитан (29.11.1882). Столоначальник ГАУ (11.10.1883-30.08.1886). Капитан (30.08.1886; за отличие). Окончил Офицерскую артиллерийскую школу «успешно». Подполковник (04.05.1896). Командир 1-й батареи 1-й Восточно-Сибирской стрелковой артиллерийской бригады (04.05.1896-06.04.1898). Командир 3-й батареи Восточно-Сибирского стрелкового артиллерийского дивизиона (06.04.1898-08.08.1903).
Участник Китайского похода 1900—1901 гг. Полковник (30.06.1900; за боевые отличия). За отличие при штурме Пекина награждён орденом Св. Георгия 4-й степени (ВП 11.02.1901).
Командир 3-го дивизиона Кавказской резервной артиллерийской бригады (08.08.1903-18.02.1904).
Участник русско-японской войны 1904—1905 гг. Командир 6-й Восточно-Сибирской артиллерийской бригады (с 18.02.1904). Ранен в бою при Тюренчене 17.04.1904. Состоял в распоряжении ГАУ (с 25.05.1905). Командир 3-й гренадерской артиллерийской бригады (04.01.1906-16.10.1906). В отставке 16.10.1906-04.07.1907. Генерал-майор (04.07.1907). Состоял в распоряжении руководителя опыт., для поручений, по вед. войск. хоз. чин. инт. вед. (04.07.1907-16.02.1911). Командир 45-й артиллерийской бригады (16.02.1911-06.01.1913). Инспектор артиллерии 6-го армейского корпуса (06.01.1913-14.02.1915). Генерал-лейтенант (04.07.1913; за отличие).
Участник Первой мировой войны. Состоял в резерве чинов Двинского ВО (с 14.02.1915). Награждён орденом Св. Анны 1-й степени с мечами (ВП 22.02.1915). На 10.07.1916 в том же чине (04.07.1911) и должности. Уволен от службы за болезнью 10.06.1917.

## Награды
- орден Св. Станислава 2-й степени (1898)
- орден Св. Анны 2-й степени (1900)
- орден Св. Георгия 4-й степени (11.02.1901)
- орден Св. Владимира 4-й степени (1901)
- орден Св. Владимира 3-й степени (1909)
- орден Св. Станислава 1-й степени (1911)
- орден Св. Анны 1-й степени с мечами (22.02.1915)
- Золотое оружие (28.09.1903)